# Heterophyes heterophyes
Douve naine de l'homme
Espèce
La douve naine de l'homme (Heterophyes heterophyes) est un minuscule ver parasite habituel des chats et des chiens qui, par sa présence dans l'intestin grêle de l'homme, détermine la distomatose intestinale du delta du Nil.

## Répartition géographique
Très courante en Égypte, elle déborde sur l'Arabie, Israël, la Grèce et la Tunisie ; enfin, des foyers isolés sont connus au Japon, en Chine et aux Philippines.

## Morphologie
L'adulte, en forme de poire, mesure moins de 2 mm de long et de 0,5 mm de large. Il est rougeâtre et couvert d'épines.

## Biologie

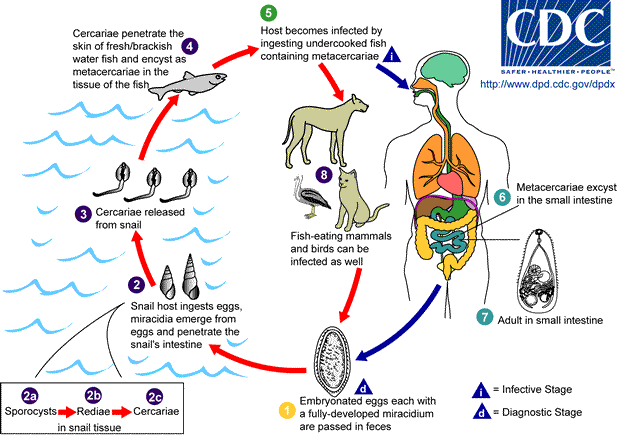

Il vit sur, et parfois dans la muqueuse du tiers moyen du grêle. Il pond de petits œufs (30 microns) ovoïdes, operculés, transparents, qui sont éliminés avec les selles. Le cycle comprend deux hôtes intermédiaires, un gastéropode d'eau saumâtre (Pirenella conica), qui avale les œufs, et un poisson d'estuaire (mulet, tilapia) dans les muscles duquel s'enkystent les métacercaires infectieuses. C'est en mangeant ces poissons mal cuits que l'homme s'infecte.

## Clinique
La maladie est habituellement bénigne, sauf pour les infestations massives (plus de 4 000 vers).
Elle se traduit par une diarrhée muqueuse avec coliques, qui, en l'absence de réinfestations, guérit spontanément en 2 mois.

Une complication très grave, mais rare, est due à la migration d'œufs dans l'organisme, en particulier vers le cerveau, avec crises épileptiformes, et vers le myocarde, avec myocardite souvent mortelle.

## Diagnostic
Le diagnostic de certitude sera obtenu par la découverte, dans les selles, des œufs caractéristiques.

## Traitement
On ne traite que les infestations graves, en donnant du tétrachloroéthylène et de la niclosamide.